# Pedicia (Pedicia) grandior
Pedicia (Pedicia) grandior is een tweevleugelige uit de familie Pediciidae. De soort komt voor in het Palearctisch gebied.